# União Tártara de Ateus
A União Tártara de Ateus (em russo:  Союз воинствующих безбожников Татарии) era um grupo político ateísta e antirreligioso na União Soviética, especificamente no território que hoje é conhecido como Tartaristão. O grupo era parte da Sociedade dos Ateus, organização que existiu de 1925 até 1947. Suas demandas por maior autonomia dos tártaros dentro da URSS entrou em conflito com os defensores de um sistema federal agrupado em torno de Joseph Stalin. Em 1928, os líderes da União Tártara de Ateus foram presos, tendo a sua filiação ao Partido Bolchevique cancelada, e alguns sentenciados à morte, embora as sentenças tenham sido retiradas ou comutadas em 1930. A União Tártara foi renomeada para "União Tártara de Ateus Militantes", juntamente com o resto da Sociedade dos Ateus, seguindo a proibição da religião imposta por Stálin em 1929. Os líderes desonrados da União Tártara continuaram a viver como cidadãos soviéticos, ainda que na obscuridade política imposta, até os expurgos de 1937, quando Mirza Sultan-Galiev e outros bolcheviques e intelectuais tártaros foram capturados e posteriormente executados. Em 1947, a União Tártara de Ateus Militantes, que há muito tempo deixou de representar a intelligentsia socialista da Ásia Central, foi incluída junto com a Sociedade, da qual era uma parte do "Znaniye" (Conhecimento), um departamento geral de propaganda estatal.